# Залізниці Якутії
Якутська залізниця (рос. Якутская железная дорога; Железные дороги Якутии) — підприємство, створене 2 жовтня 1995 року для управління і завершення будівництва Амуро-Якутської залізничної магістралі. При створенні компанії акціонерами стали федеральний центр і адміністрація Якутії (50/50). Статутний капітал компанії склав 3 872,7 млн рублів.

## Історія
У 1996 почалася експлуатація залізничної ділянки Нерюнгрі — Алдан.
У 2002 вантажне сполучення було відкрито на ділянці Нерюнгрі — Томмот, а в 2004 році на тій же ділянці було відкрито регулярне пасажирське сполучення.
У 2006 після візиту президента РФ Володимира Путіна в Якутію було підписано угоду «Про здійснення діяльності з організації перевезень вантажів у вантажних вагонах і контейнерах у прямому сполученні», завдяки якому ВАТ «АК „ЖДЯ“» офіційно визнано інфраструктурою залізничного транспорту загального користування.
У 2007 50% акцій, що належали Російській Федерації, передані у власність ВАТ «Російські залізниці». У тому ж році фахівцями компанії спільно з Федеральною службою з тарифів було розроблено тарифне керівництво для перевезень вантажів по інфраструктурі Нерюнгрі — Томмот.
У 2009 відкрито робочий рух на ділянці Томмот — Амга.
У 2010 проведено укладання «срібної ланки» на станції Кердьом.
15 листопада 2011 проведено укладання «золотої ланки» на лінії Беркакіт — Томмот — Нижній Бестях. У заході взяли участь Президент РФ Дмитро Медведєв і глава РЖД Володимир Якунін. Протяжність лінії в даний момент становить 808 км. Передбачалося, що подальшим кроком у розвитку дороги стане будівництво суміщеного автомобільно-залізничного мосту через річку Лена.

## Галерея

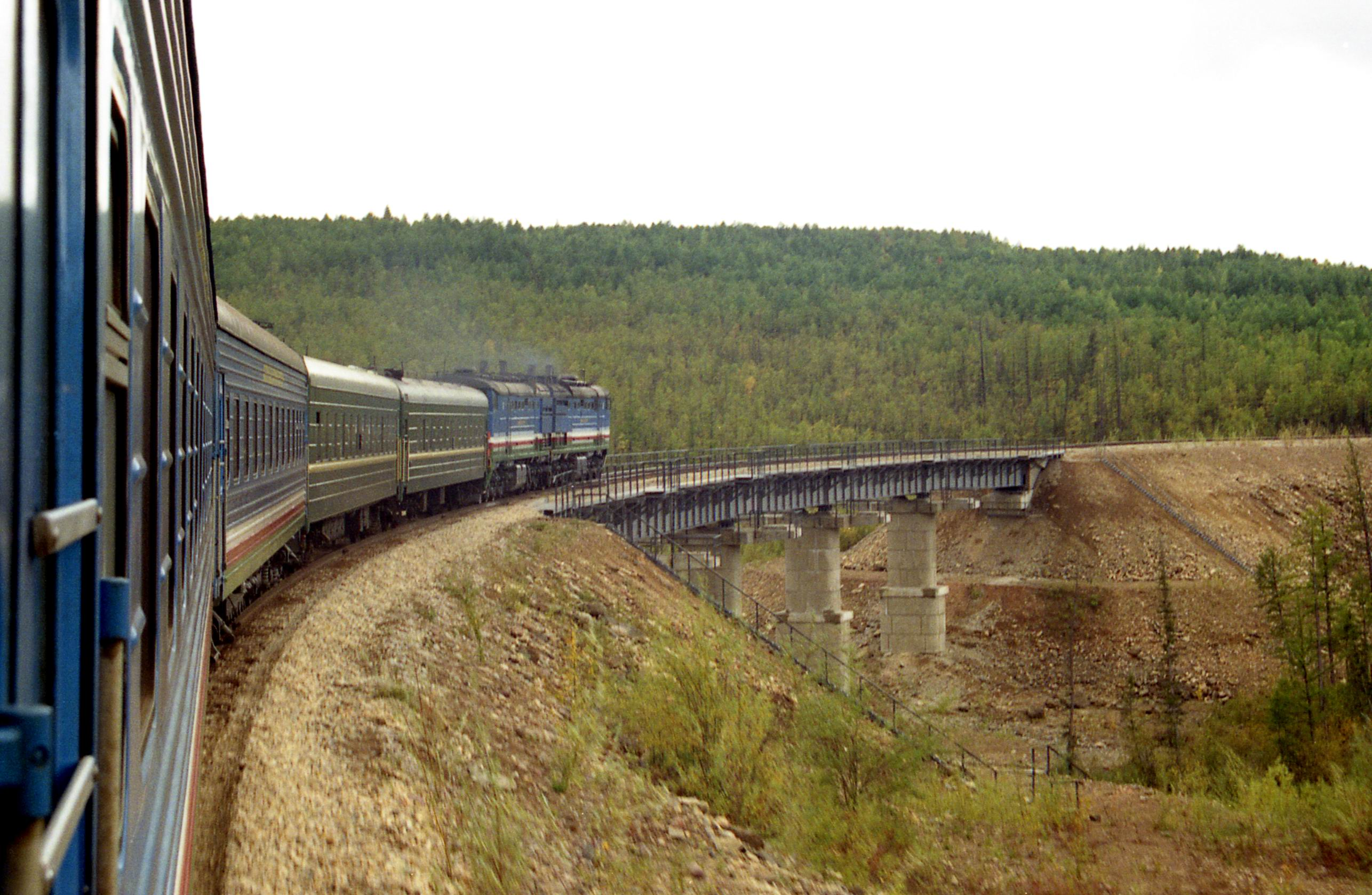
Пасажирський поїзд № 323 Томмот — Нерюнгрі
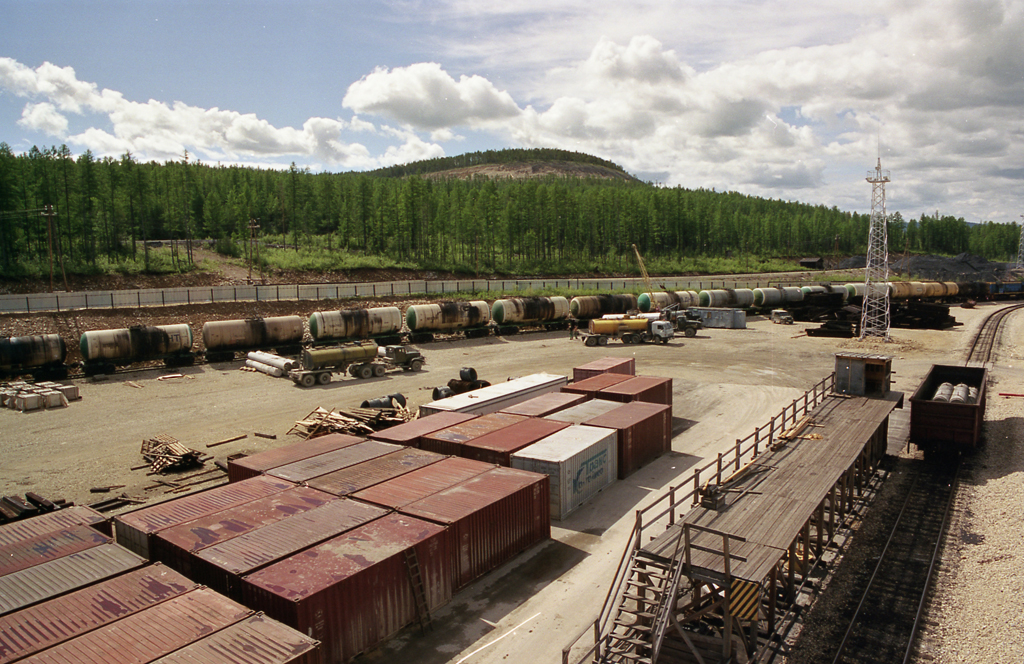
Вантажний двір станції Томмот
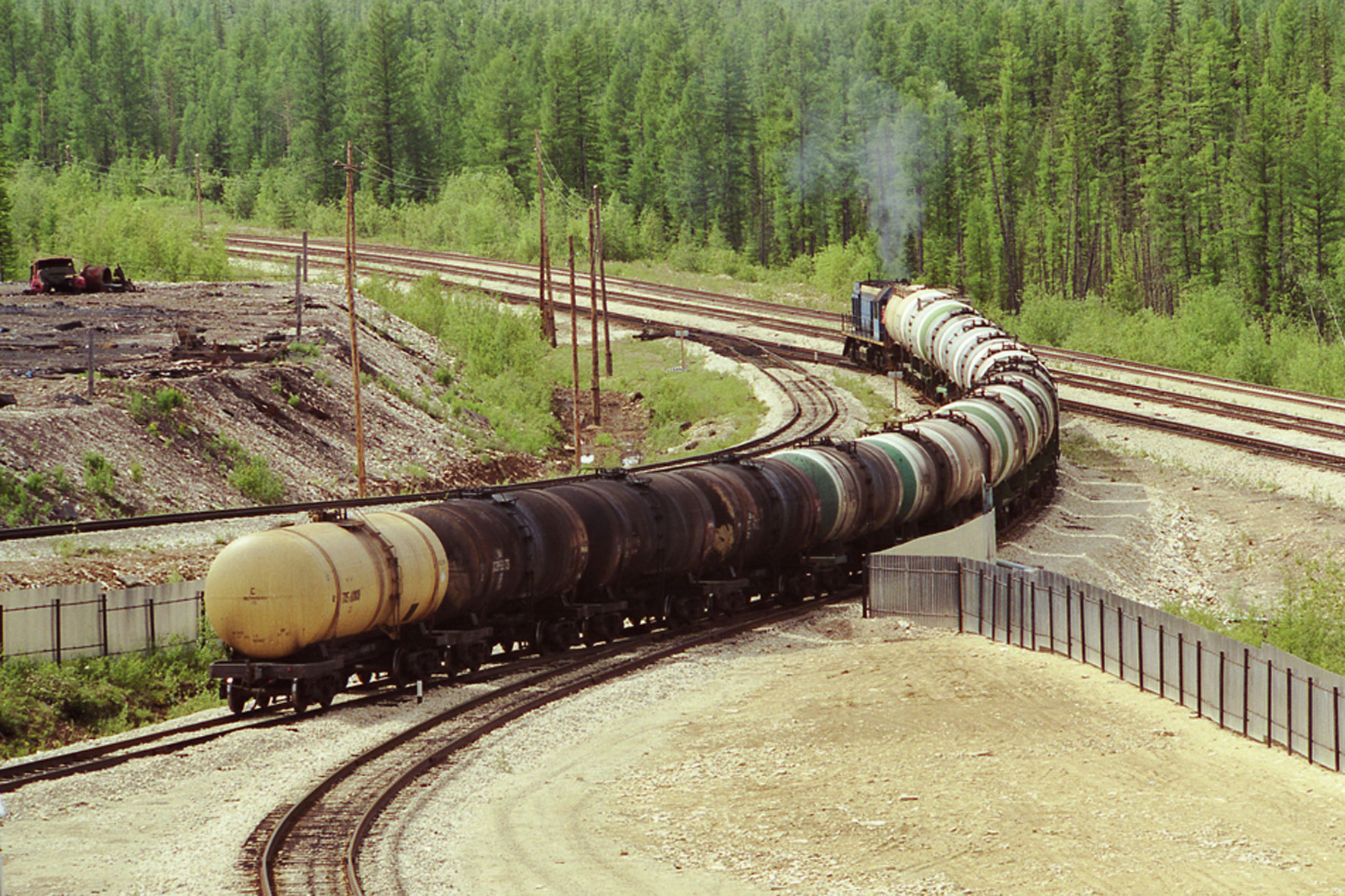
Маневрові роботи на станції Томмот
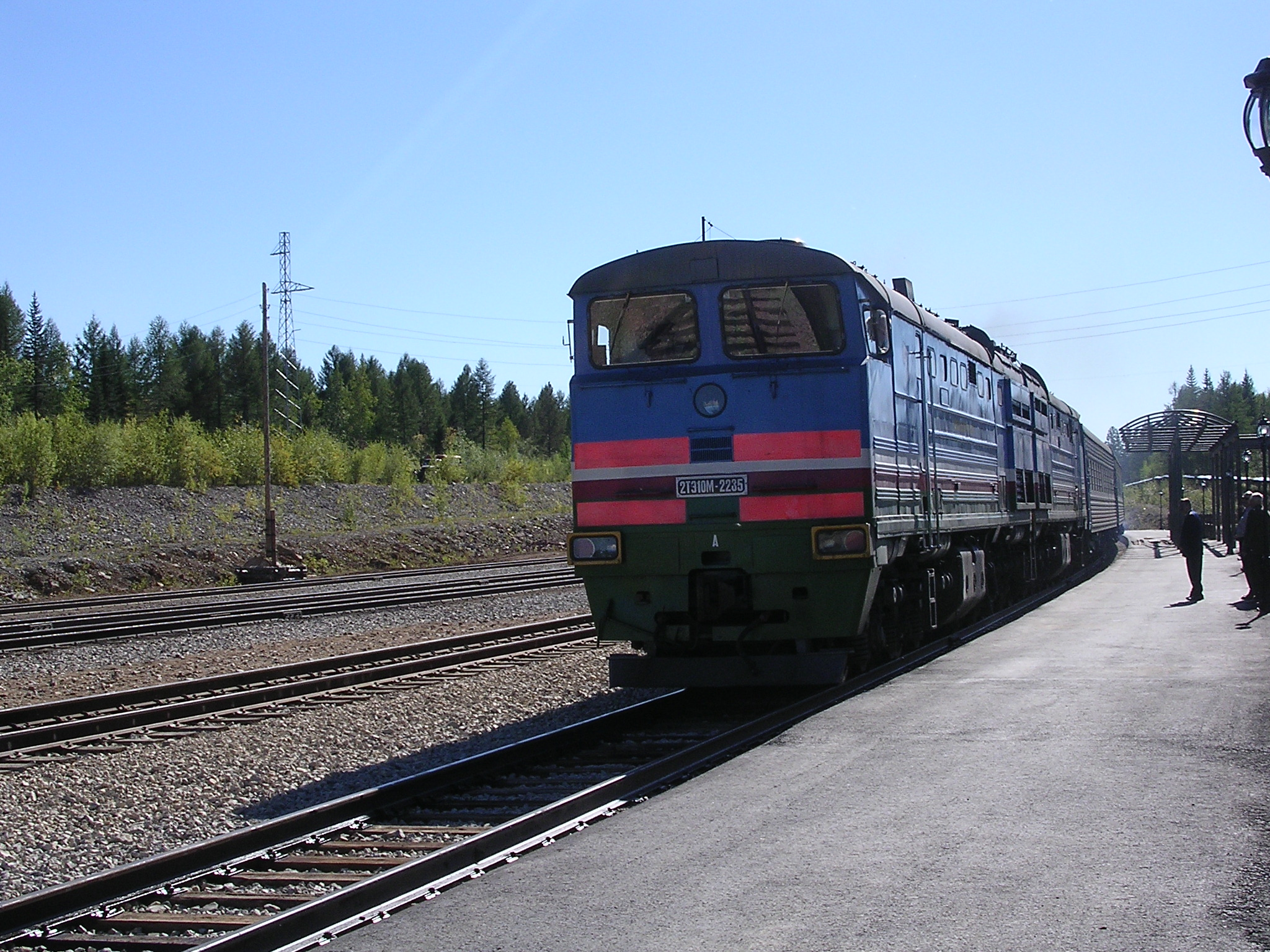
На станції Алдан
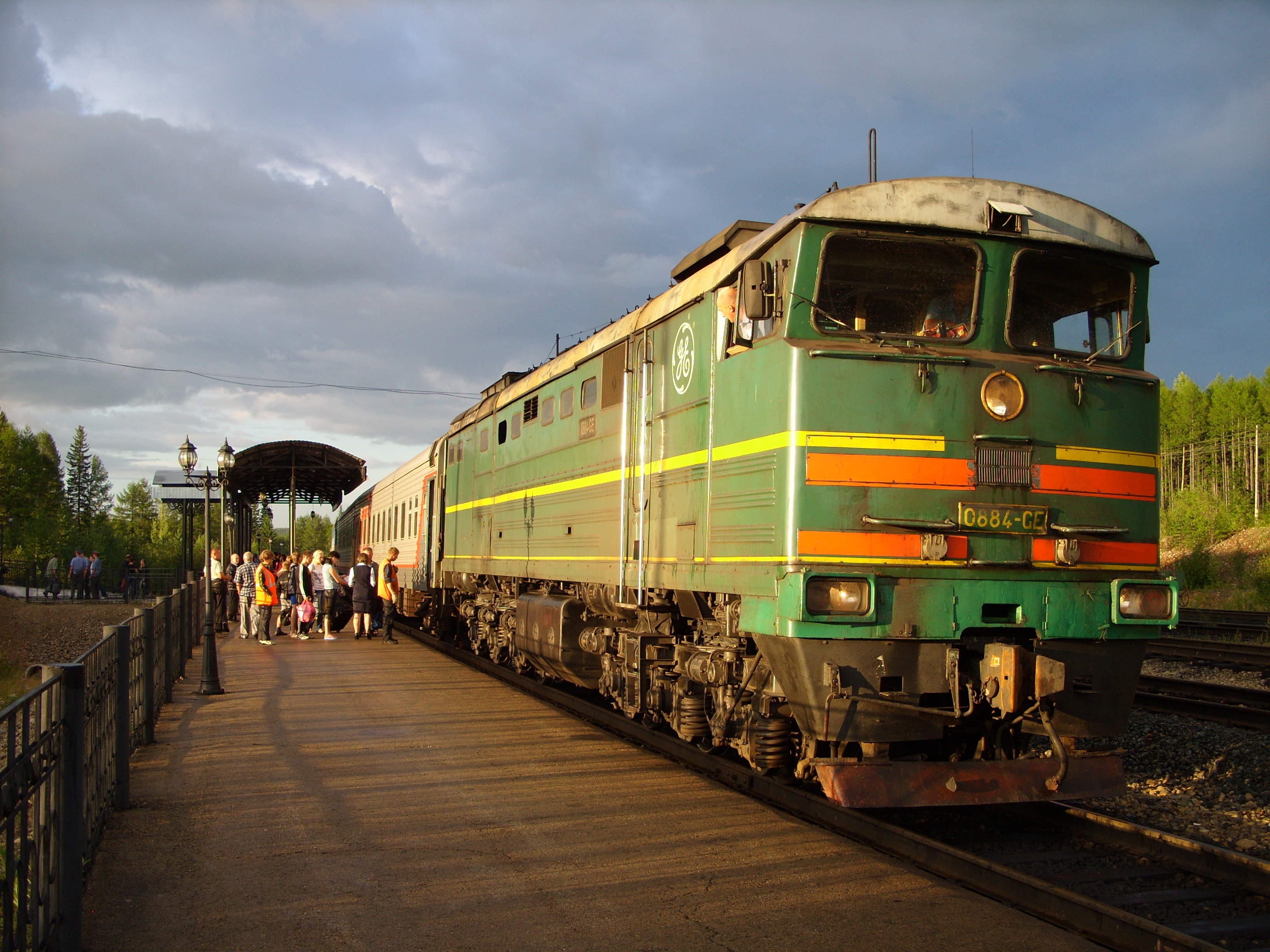
На станції Алдан
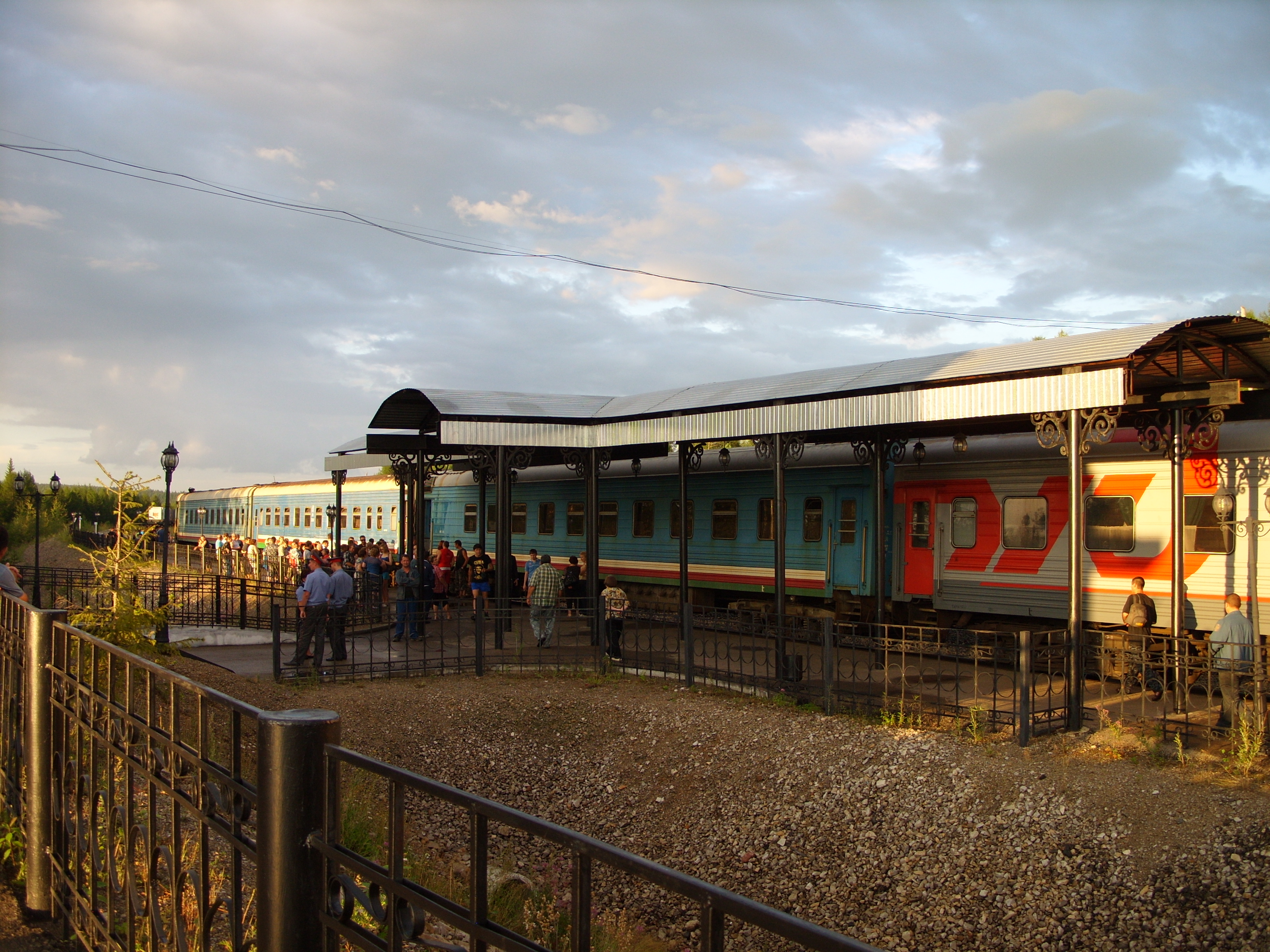
На станції Алдан